# 蒼い記憶 満蒙開拓と少年たち
『蒼い記憶 満蒙開拓と少年たち』（あおいきおく まんもうかいたくとしょうねんたち）は、漫画である『シリーズ戦争』（草土文化刊）の第一巻「蒼い記憶」をアニメ化した劇場公開作品。1993年12月18日公開。

## ストーリー
昭和16年（1941年）、小学六年生の恭太と健次が住む、長野県の山間部にも戦争の波がおしよせていた。ある日中国の戦場から、健次の兄圭一が右足を失った姿で帰ってくる。少年飛行兵になって兄の仇をとるんだという健次をたしなめる父親・清造。その年の12月8日、太平洋戦争が始まる。数年後高等科を卒業した健次は、圭一の勧めで教師になることを決意し師範学校へ進学する。一方、恭太は同級生の順平や勇介と共に、日本の国のためになると信じて満蒙開拓青少年義勇軍に入った。

## 登場人物
鈴木恭太
声 - 山口勝平
吉崎健次
声 - 草尾毅
浅川勇介
声 - 石田彰
田中順平
声 - 三木眞一郎
吉崎清造
声 - 有本欽隆
吉崎千代
声 - 宗形智子
吉崎圭一
声 - 宮本充
吉崎文子
声 - 池本小百合
鈴木まさ江
声 - 磯辺万沙子
鈴木辰吉
声 - 田口昂
森先生
声 - 土師孝也
節子
声 - 深見梨加
伸二
声 - 矢島晶子
河村春江
声 - 佐藤しのぶ
河村スミ子
声 - 水谷優子
中隊長先生
声 - 金尾哲夫
開拓団団長
声 - 小山武宏

## スタッフ
- ナレーター：香川京子

- 原作：まさきまき、満川尚美
  - 「シリーズ戦争」編集委員会
    - 新海宣彦、鈴木忠明、本間修一、満川尚美

  - ピエゾ・コミック・コーポレーション
    - 監修：藤原彰
    - 編集：中小路寛（草土文化刊）
- 監督：出﨑哲
- 脚本：小出一巳
- 演出：棚橋一徳
- キャラクターデザイン・絵コンテ：四分一節子
- 音楽：中島優貴
- 編集：尾形治敏
- 中国語指導：張志鳳
- ロシア語指導：藤村是清
- 作画監督：清水恵蔵、小林ゆかり
- 色彩設計：西川裕子
- 色指定補佐：伊藤弘子
- 特殊効果：前川孝
- 美術監督：池信孝
- 色彩設定：西川裕子
- 撮影監督：岡崎英夫
- 音響監督：清水勝則
- 音響制作：ザックプロモーション
- 録音スタジオ：整音スタジオ
- タイトル：マキ・プロ
- 現像：東京現像所
- 製作者：山岸豊吉、出崎哲、野原嘉一郎
- 企画：石井修吾
- 制作プロデューサー：松崎義之
- アニメーション制作：マジックバス
- 製作：満蒙開拓・映画製作委員会（長野映研、共同映画株式会社、マジックバス、中国共同映画株式会社、九州共同映画社、山岸豊吉）
- 製作協力：社団法人全国拓友協会、長野県開拓自興会
- 配給：共同映画全国系列会議

## 主題歌
- オープニングテーマ「蒼い記憶」
  - 作詞・編曲：渡辺雅二、作曲・歌：白鳥英美子
- エンディングテーマ「もずが枯れ木で」
  - 作詞：サトウハチロー、作曲：徳富繁、編曲：渡辺雅二、歌：白鳥英美子

## 受賞歴
- 1994年度児童福祉文化賞受賞[3]
- 文部省選定
- 厚生省推薦
- 厚生省中央児童福祉審議会特別推薦
- 優秀映画鑑賞会特別推薦